# Ремберт фон Хилдесхайм
Ремберт (на немски: Rembert von Hildesheim е от ок. 834/835 до 845 г. вторият епископ на основаното през 815 г. от Лудвиг Благочестиви епископство Хилдесхайм.
Той последва епископ Гунтар и е последван е от епоскоп Ебо от Реймс.